# Ecopop

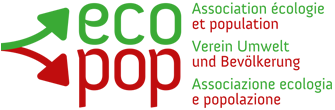
Logo von Ecopop

ECOPOP (Kofferwort für écologie et population, Vereinigung Umwelt und Bevölkerung) ist eine schweizerische Umweltschutzorganisation und befasst sich seit 1970 mit der Belastung der natürlichen Lebensgrundlagen durch eine immer grössere Anzahl von Menschen. Der Verein mit Sitz in Effingen AG ist gemäss Statut politisch und konfessionell unabhängig und ist Mitglied der European Population Alliance.

## Geschichte
ECOPOP wurde 1971 als Schweizerische Arbeitsgemeinschaft für Bevölkerungsfragen (SAFB) gegründet. Auf dem Patronatskomitee und unter den Mitgliedern befanden sich namhafte Persönlichkeiten, wie der Politiker Ruedi Aeschbacher, die Publizistin Margaretha Annen-Ruf, die Wissenschaftler Hans Christoph Binswanger und Paul Ralph Ehrlich oder die Politikerin Anne-Marie Rey.
1987 benannte sich die SAFB in Ecopop, Vereinigung Umwelt und Bevölkerung, um.

## Eidgenössische Volksinitiative
Der Verein reichte am 2. November 2012 die eidgenössische Volksinitiative «Stopp der Überbevölkerung – zur Sicherung der natürlichen Lebensgrundlagen» bei der Bundeskanzlei ein. Die beiden Forderung der Volksinitiative waren:
1. Beschränkung der jährlichen Nettozuwanderung in der Schweiz auf durchschnittlich 0,2 Prozent der ständigen Wohnbevölkerung
2. Mindestens zehn Prozent der staatlichen DEZA-Mittel müssen in Massnahmen zur Förderung der freiwilligen Familienplanung in den Empfängerländern investiert werden

Die Initiative kam am 30. November 2014 zur Abstimmung, wo sie mit 74,1 % Nein-Stimmen deutlich abgelehnt wurde. Kein einziger Kanton nahm die Initiative an, die Stimmbeteiligung belief sich auf rund 49,4 %.
Im Laufe des Abstimmungskampfes sahen sich die Initianten Vorwürfen des Ökofaschismus ausgesetzt. Dieser Vorwurf wurde unter anderem von EDA-Staatssekretär Yves Rossier anlässlich einer CVP-Veranstaltung vom 11. Januar 2013 erhoben. Nach einer Klagedrohung entschuldigte sich Rossier allerdings für diesen Vorwurf. Der Vorstand liess verlauten, dass Ecopop sich von jeder Form von Faschismus und Rechtsextremismus distanziere und solchen Vorwürfen konsequent mit Strafklagen begegnen würde.